# Baza Tranquility
Baza Tranquility este locul de pe Lună unde, în 1969, Apollo 11 a aselenizat pentru prima dată. Membrii echipajului Apollo 11, Neil Armstrong și Buzz Aldrin au aselenizat modulul "Eagle" ("Vulturul") la aproximativ ora 20:17:40 UTC pe 20 iulie 1969. Neil Armstrong a ieșit din navă după 6 ore de la aselenizare, Buzz Aldrin urmându-l la 19 minute distanță. Astronauții[nefuncțională]
 au petrecut 2 ore jumătate pe suprafața Lunii, unde au examinat și au fotografiat suprafața Lunii, întreprinzând diferite experimente. Au colectat 21.5 kg de mostre de sol. Aceștia au părăsit suprafața lunară pe 21 iulie la ora 17:54 UTC.
Baza a fost denumită "Tranquility" de către Armstrong și Aldrin, dat fiind faptul că aselenizarea a avut loc pe marginea sudică a depresiunii Marea Liniștii (Sea of Tranquility) Odată ce a avut loc aselenizarea, Neil Armstrong a transmis "Houston, aici Baza Tranquility".